# Chlorotabanus ochreus
Chlorotabanus ochreus är en tvåvingeart som beskrevs av Philip och David Fairchild 1956. Chlorotabanus ochreus ingår i släktet Chlorotabanus och familjen bromsar. Inga underarter finns listade i Catalogue of Life.